# Malichus capitatus
Malichus capitatus är en insektsart som beskrevs av William Lucas Distant 1918. Malichus capitatus ingår i släktet Malichus och familjen dvärgstritar. Inga underarter finns listade i Catalogue of Life.